# 摎
摎（摎jiu，?—?），《东周列国志》中记为嬴樛，中国战国时期末期秦国秦昭襄王的将軍。
前256年，討韓，取陽城、負黍，获得首級4万。
前254年，討魏，取吴城。